# Брискман, Михаил Аркадьевич
Михаил Аркадьевич (Моисей Аронович) Брискман (11 августа 1904, Бердичев, Киевская губерния, Российская империя — 28 мая 1975, Ленинград, СССР) — советский библиотечный работник, литературовед, педагог и учёный-библиограф.

## Биография
Родился 17 августа 1904 года в Бердичеве в семье инженеров. Окончил гимназию в Елисаветграде. После окончания средней школы поступил на словесное отделение исторического факультета АзГУ, будучи выпускником работал в различных библиотеках и книговедческих организациях. В 1927 году переехал в Ленинград и посвятил этому городу всю оставшуюся жизнь. Начиная с 1929 года стал известен в качестве преподавателя — преподавал библиотековедение в различных техникумах. С 1931 по 1951 год работал в ГПБ (сначала в качестве библиографа, затем заведовал отделом комплектования отечественного фонда и наконец дослужился до должности заместителя директора по научной работе. С 1948 по момент смерти работал в Ленинградском институте культуры на кафедре общей библиографии.
Скончался 27 мая 1975 года в Ленинграде.

## Научные работы
Основные научные работы посвящены дискуссионным проблемам теории и практики библиографии. Автор св. 90 научных работ.